# Bukowiec Stary
Bukowiec Stary (do 31 grudnia 2016 Stary Bukowiec) – wieś w Polsce położona w województwie wielkopolskim, w powiecie nowotomyskim, w gminie Opalenica.
W latach 1975–1998 miejscowość położona była w województwie poznańskim.